# Агабалян, Вячеслав Рубенович
Вячесла́в Рубе́нович Агабаля́н (арм. Վյաչեսլավ Ռուբենի Աղաբալյան; 22 сентября 1946, Дашбулаг, Нагорно-Карабахская АО — 5 января 2004, Степанакерт) — государственный деятель непризнанной Нагорно-Карабахской Республики, первый министр здравоохранения НКР (1992—1997), один из основателей и руководителей здравоохранения и военно-медицинской службы НКР.

## Биография
Родился 22 сентября 1946 года в селе Дашбулаг, Аскеранский район, Нагорно-Карабахская АО, Азербайджанская ССР.
В 1970 году окончил Ереванский медицинский институт. В 1970—1972 годы служил в пограничных войсках СССР.
В 1976—1979 годы — главный врач областной больницы Нагорно-Карабахской автономной области.
С самого начала Первой карабахской войны основал и руководил первым и вторым военными госпиталями Нагорного Карабаха. С сентября 1992 года принимал активное участие в событиях в Нагорном Карабахе.
В 1992 году был избран в Верховный совет НКР первого созыва, где занимал должность председателя комитета по вопросам здравоохранения, в то же время занимал посты главврача республиканской больницы и министра здравоохранения НКР до 1997 года.
В 1997 году занимал пост замминистра здравоохранения НКР.
В 2002—2004 годы — начальник бюро судебно-медицинской экспертизы НКР.
Умер 5 января 2004 года в Степанакерте (Ханкенди).

## Научная деятельность
Основные направления исследований — «послевоенный синдром».